# Aston Martin DB3
La DB3 è un'autovettura da competizione prodotta dalla Aston Martin dal 1951 al 1953 in dieci esemplari. Da essa derivò un'altra vettura da gara della Aston Martin, la DB3S.
Sebbene condividesse molti componenti con la DB2, le due vetture erano abbastanza differenti, dato che la DB3 fu concepita per partecipare alle gare automobilistiche, al contrario quindi del modello da cui derivava. Il progetto fu approntato da un ex-ingegnere della Auto Union, Eberan von Eberhorst, anche se lo sviluppo della successiva DB3S fu eseguito da altri tecnici.

## La DB3

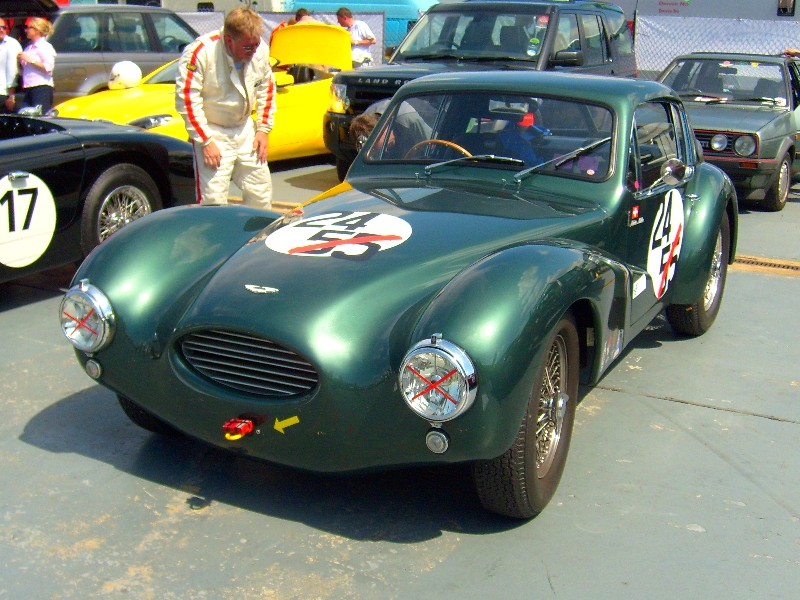
Una Aston Martin DB3 coupé

La DB3 venne introdotta nel 1951. Montava un motore Lagonda a sei cilindri in linea da 2.580 cm³ di cilindrata e 133 CV di potenza, che derivava dal propulsore della DB2 Vantage. Inizialmente il modello non ebbe successo, così fu introdotto nel giugno del 1952 un nuovo motore da 2,9 L di cilindrata e 163 CV di potenza. L'alimentazione era assicurata da tre carburatori a doppio corpo di marca Weber e modello DCF5. 
Il motore era anteriore, mentre la trazione era posteriore. La trasmissione era formata da un cambio manuale a cinque rapporti. Più tardi venne installata una trasmissione a quattro velocità. Le sospensioni posteriori erano costituite da giunti paralleli, una barra Panhard ed un ponte De Dion, mentre per quelle anteriori erano montati dei bracci longitudinali. Per entrambe era presente una barra di torsione.
Il telaio era doppio e tubolare, mentre la carrozzeria era aperta a due posti ed era fabbricata in alluminio.
La vettura, nella versione da 2,6 L, si piazzò al secondo, terzo e quarto posto sul circuito di Silverstone nel maggio del 1952 dietro ad una Jaguar C-Type. La DB3 si ritirò poi dalla 24 Ore di Le Mans, ma si affermò alla 9 Ore di Goodwood.
Furono costruiti in totale 10 esemplari tra il 1951 ed il 1953, che possedevano un numero di telaio compreso tra DB3/1 e DB3/10. I primi cinque esemplari vennero utilizzati dalla Aston Martin nelle competizioni, mentre gli altri furono venduti a clienti privati.
Ad alcuni esemplari della Aston Martin DB3 fu installata una carrozzeria coupé.

## La DB3S
La DB3S fu la versione più leggera della DB3. Venne prodotta dal 1953 al 1956 ed ebbe più successo rispetto all'antenata. Vennero costruiti anche due esemplari coupé.
La DB3S fu rimpiazzata nel 1956 dalla DBR1, che fu vittoriosa alla 24 Ore di Le Mans nel 1959.